# Эпимелет
Эпимеле́т или епимеле́т (др.-греч. ἐπι-μελητής, ἐπι-μελητοῦ — «попечитель, руководитель, заведующий») — чиновник в Афинах, который отличался от остальных архонтов тем, что он в большинстве случаев назначался только для известной определенной цели, часто не народом, а отдельными филами; он не имел права председательства в суде при процессах и не подвергался обыкновенно испытанию перед вступлением в должность (др.-греч. δοκιμασία). Часто невозможно провести границу между эпимелетом и архонтом, например, у  Эсхина  в «Против Ктесифона» (др.-греч. «Κατά Κτησιφώντος»), где резкого различия не заметно. В собственном смысле эпимелеты (кураторы) есть попечители от фил (др.-греч. έπιμεληταί των φυλών). Было два рода эпимелетов, которые по всем условиям  являлись действительными чиновникам: 10 портовых эпимелетов (др.-греч. έπιμεληταί τοΰ εμπορίου) — портовая полиция; И 10 надзиратели верфей (др.-греч. έπιμεληται τών νεωρίων) — надзиратели верфей.